# Racer X
Racer X är en heavy metal-grupp bildad i Los Angeles 1984. Kännetecknande för Racer X är snabba låtar, harmoniserade gitarrsolon och ylande falsettkörer. Efter några år av lokal framgång i Los Angeles i slutet av 1980-talet tog gruppen en längre paus när Paul Gilbert lämnade gruppen för att bilda Mr. Big. De övriga medlemmarna gick till grupper som Judas Priest, Badlands och The Scream. 1999 började gruppen spela tillsammans igen på deltid.

## Medlemmar
Senaste kända medlemmar
- Paul Gilbert – sologitarr, rytmgitarr (1984–1988, 1999– )
- Jeff Martin – sång (1984–1989, 1999– )
- Juan Alderete – basgitarr (1984–1989, 1999– )
- Scott Travis – trummor (1986–1989, 2000– )

Tidigare medlemmar
- Bruce Bouillet – sologitarr, rytmgitarr (1986–1989)
- Harry Gschöesser – trummor (1984–1986)
- Todd DeVito – trummor (1986)
- Chris Arvan – gitarr (1988–1989)
- Oni Logan – sång (1989)
- Tom Ingham – sång

## Diskografi
Studioalbum
- Street Lethal (1986)
- Second Heat (1987)
- Technical Dificulties (1999)
- Superheroes (2000)
- Getting Heavier (2002)

Livealbum
- Live Extreme Volume (1988)
- Live Extreme Volume II (1992)
- Live at the Whiskey: Snowball of Doom (2001)
- Live at the Yokohama: Snowball of Doom 2 (2002)

Video
- Snowball of Doom - Live at the Whisky (DVD) (2002)